# Dysodiopsis tagetoides
Dysodiopsis tagetoides là một loài thực vật có hoa trong họ Cúc. Loài này được (Torr. & A.Gray) Rydb. mô tả khoa học đầu tiên năm 1915.